# Świetlik (żeglarstwo)

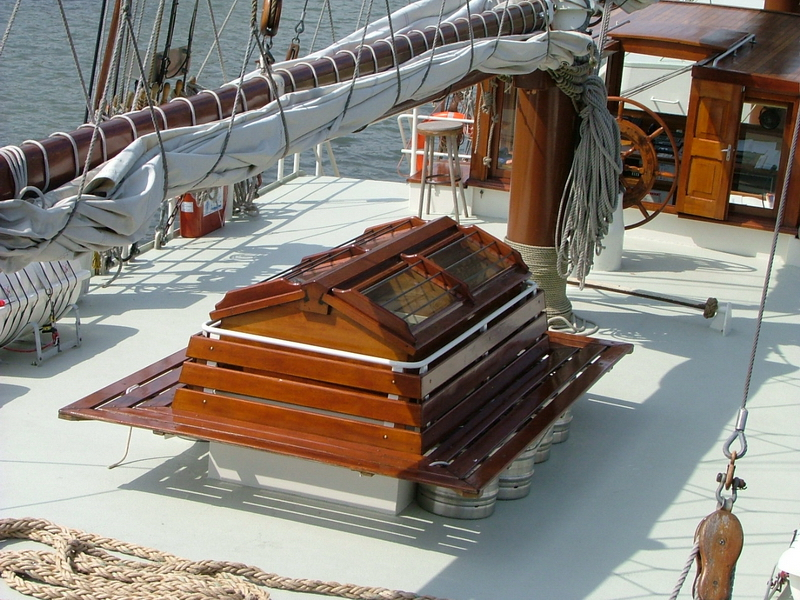
Świetlik na holenderskim jachcie "Mare Frisium"

Świetlik (skajlajt) – rodzaj iluminatora na jachcie, statku lub innej jednostce pływającej. Jest to okno w pokładzie lub dachu nadbudówki bądź pokładówki. Służący do oświetlania wnętrza znajdujących się pod nim pomieszczeń, takich jak: mesa czy kabina nawigacyjna. Często jest to okno otwierane (służy wtedy również do wietrzenia i komunikacji). Wykonane jest z bardzo mocnego szkła hartowanego lub organicznego i często chronione z zewnątrz dodatkowymi belkami tzw. rusztem wykonanym z aluminium. Skajlajty wyposażone są w system otwierania umożliwiający blokadę w pozycji podniesionej. Niekiedy świetliki wykonuje się w kształcie pryzmatu, co zapewnia lepsze oświetlenie wnętrza.
Powszechnie skajlajty stosuje się nad kabiną dziobową jachtów turystycznych.